# Nezumia parini
Nezumia parini es una especie de pez de la familia Macrouridae en el orden de los Gadiformes.

## Morfología
Los machos pueden llegar alcanzar los 23 cm de longitud total.

## Alimentación
Se nutre de invertebrados y peces pelágicos.

## Hábitat
Es un pez  marino de aguas profundas .

## Distribución geográfica
Se encuentran en las costas  pacíficas de Panamá, Colombia, Ecuador y Perú.